# NGC 6053
NGC 6053是在星座武仙座，距離地球約4.5億光年的一個橢圓星系。這個星系是由天文學家路易斯·斯威夫特於1886年6月8日發現，並且是武仙座星系團的成員。

## 外部連結
- WikiSky上关于NGC 6053的内容：DSS2, SDSS, GALEX, IRAS, 氢α, X射线, 天文照片, 天图, 文章和图片
- http://ngcicproject.org/NGC/NGC_60xx/NGC_6057.htm 的存檔，存档日期2018-08-28.
- http://www.astronomy-mall.com/Adventures.In.Deep.Space/NGC%206000%20-%206999%20(11-30-17).htm